# Melemaga
Melemaga ist eine osttimoresische Aldeia im Suco Guenu Lai (Verwaltungsamt Cailaco, Gemeinde Bobonaro). 2015 lebten in der Aldeia 17 Menschen, seitdem veränderten sich die Grenzen der Aldeia, so dass nun mehr Menschen in der Aldeia leben.

## Geographie
Melemaga bildet den Westen des Kernlandes des Sucos Guenu Lai. Östlich liegt die Aldeia Biaboro. Im Norden grenzt Melemaga an den Suco Dau Udo, im Westen an den Suco Meligo und im Süden an den Suco Goulolo.
Im Zentrum liegt der Berg Foho Lekeama. Nordwestlich davon befindet sich das Dorf Nunulau, unterhalb des Berges Foho Nunulau. Nah der Südgrenze liegt der Berg Foho Melemuga. Auf ihm befindet sich das Dorf Melemaga. Nach Nordosten reiht sich auf einem Bergrücken eine Kette von kleinen Orten auf.

## Politik
2023 wurde Domingos Soares zum Chefe de Aldeia gewählt.